# Tvrdošovce
Tvrdošovce (Hongaars:Tardoskedd) is een Slowaakse gemeente in de regio Nitra, en maakt deel uit van het district Nové Zámky.
Tvrdošovce telt 5239 inwoners.
De meerderheid van de bevolking behoort tot de Hongaarse minderheid in Slowakije. In 1946 werden 400 gezinnen gedeporteerd naar het Sudetenland. De meesten van hen konden in 1950 weer terugkeren. Ook werd een aantal Hongaren gedwongen te verhuizen naar Hongarije tijdens de Tsjechoslowaaks-Hongaarse bevolkingsruil.

## Geboren in Tvrdošovce
- Mikuláš Rutkovský (1940-2010) – Tsjechisch beeldhouwer en medailleur